# Мужская волейбольная Евролига 2012
9-й розыгрыш мужской волейбольной Евролиги — международного турнира по волейболу среди мужских национальных сборных стран-членов ЕКВ — проходил с 24 мая по 1 июля 2012 года с участием 10 команд. Финальный этап был проведён в Анкаре (Турция). Победителем турнира во второй раз в своей истории стала сборная Нидерландов.

## Команды-участницы
Австрия, Греция, Дания, Израиль, Испания,Нидерланды, Румыния, Словакия, Турция, Чехия.

## Система проведения розыгрыша
Соревнования состояли из предварительного и финального этапов. На предварительном этапе 10 команд-участниц были разбиты на две группы. В группах команды играли по туровой системе. В каждом из туров в группе принимали участие четыре команды из пяти. В финальный этап вышли победители групповых турниров, лучшая команда из занявших вторые места и Турция (хозяин финала). Финальный этап проводился по системе плей-офф в формате «финала четырёх» (два полуфинала и два финала — за 3-е и 1-е места). 
За победы со счётом 3:0 и 3:1 команды получали по 3 очка, за победы 3:2 — по 2 очка, за поражения 2:3 — по 1 очку, за поражения 0:3 и 1:3 очки не начислялись.

## Предварительный этап
В колонках В (выигрыши) в скобках указано число побед со счётом 3:2, в колонке П (поражения) — поражений со счётом 2:3.

### Группа А
| М | Команда  | 1           | 2           | 3           | 4           | 5           | И  | В      | П     | С/П   | О  |
| - | -------- | ----------- | ----------- | ----------- | ----------- | ----------- | -- | ------ | ----- | ----- | -- |
| 1 | Испания  |             | 3:1 3:2 3:1 | 3:0 3:1 2:3 | 3:2 3:0 3:2 | 3:0 3:1 3:2 | 12 | 11 (4) | 1 (1) | 35:15 | 30 |
| 2 | Словакия | 1:3 2:3 1:3 |             | 3:0 3:2 3:1 | 2:3 3:0 3:0 | 2:3 3:0 3:1 | 12 | 7 (1)  | 5 (3) | 29:19 | 23 |
| 3 | Израиль  | 0:3 1:3 3:2 | 0:3 2:3 1:3 |             | 3:0 1:3 3:1 | 0:3 3:1 3:2 | 12 | 5 (2)  | 7 (1) | 20:27 | 14 |
| 4 | Дания    | 2:3 0:3 2:3 | 3:2 0:3 0:3 | 0:3 3:1 1:3 |             | 3:0 3:1 2:3 | 12 | 4 (1)  | 8 (3) | 19:28 | 14 |
| 5 | Греция   | 0:3 1:3 2:3 | 3:2 0:3 1:3 | 3:0 1:3 2:3 | 0:3 1:3 3:2 |             | 12 | 3 (2)  | 9 (2) | 17:31 | 9  |

1-й тур. 24—26 мая.  Катерини.
24 мая. Словакия — Израиль 3:0 (25:20, 25:22, 29:27); Испания — Греция 3:0 (25:21, 25:20, 25:19).
25 мая. Испания — Словакия 3:1 (25:20, 19:25, 25:19, 25:21); Греция — Израиль 3:0 (26:24, 25:20, 25:19).
26 мая. Испания — Израиль 3:0 (25:22, 28:26, 27:25); Греция — Словакия 3:2 (25:23, 21:25, 20:25, 25:21, 15:10).
2-й тур. 1—3 июня.  Теруэль.
1 июня. Словакия — Греция 3:0 (25:18, 25:19, 25:18); Испания — Дания 3:2 (25:18, 23:25, 20:25, 25:14, 15:11).
2 июня. Дания — Словакия 3:2 (19:25, 25:20, 22:25, 25:19, 15:13); Испания — Греция 3:1 (27:29, 25:19, 25:15, 25:22).
3 июня. Дания — Греция 3:0 (25:21, 28:26, 25:23); Испания — Словакия 3:2 (24:26, 23:25, 25:17, 25:23, 15:11).
3-й тур. 8—10 июня.  Раанана.
8 июня. Израиль — Дания 3:0 (25:22, 25:18, 25:20); Словакия — Греция 3:1 (25:19, 24:26, 25:12, 25:19).
9 июня. Словакия — Дания 3:0 (26:24, 25:21, 25:22); Израиль — Греция 3:1 (25:21, 26:24, 22:25, 25:19).
10 июня. Дания — Греция 3:1 (25:20, 25:18, 22:25, 26:24); Словакия — Израиль 3:2 (25:17, 24:26, 26:24, 25:27, 16:14).
4-й тур. 15—17 июня.  Гентофте.
15 июня. Израиль — Греция 3:2 (31:29, 25:21, 16:25, 18:25, 15:7); Испания — Дания 3:0 (25:20, 25:20, 25:22).
16 июня. Испания — Израиль 3:1 (25:16, 24:26, 26:24, 25:23); Греция — Дания 3:2 (25:19, 23:25, 25:20 23:25, 15:13).
17 июня. Дания — Израиль 3:1 (25:22, 25:19, 18:25, 25:17); Испания — Греция 3:2 (25:18, 25:21, 20:25, 17:25, 15:13).
5-й тур. 22—24 июня.  Кошице.
22 июня. Израиль — Испания 3:2 (24:26, 25:23, 20:25, 25:19, 15:8); Словакия — Дания 3:0 (25:15, 25:15, 25:23).
23 июня. Испания — Дания 3:2 (25:16, 25:27, 23:25, 25:17, 15:13); Словакия — Израиль 3:1 (25:23, 25:16, 22:25, 25:20).
24 июня. Израиль — Дания 3:1 (23:25, 25:23, 27:25, 28:26); Испания — Словакия 3:1 (25:19, 25:23, 21:25, 28:26).

### Группа В
| М | Команда    | 1           | 2           | 3           | 4           | 5           | И  | В      | П     | С/П   | О  |
| - | ---------- | ----------- | ----------- | ----------- | ----------- | ----------- | -- | ------ | ----- | ----- | -- |
| 1 | Нидерланды |             | 1:3 3:1 3:1 | 3:0 0:3 3:1 | 3:2 3:0 3:0 | 3:0 3:0 3:0 | 12 | 10 (1) | 2     | 31:11 | 29 |
| 2 | Чехия      | 3:1 1:3 1:3 |             | 3:0 1:3 2:3 | 3:1 2:3 3:0 | 3:0 0:3 3:0 | 12 | 6      | 6 (2) | 25:20 | 20 |
| 3 | Турция     | 0:3 3:0 1:3 | 0:3 3:1 3:2 |             | 1:3 2:3 2:3 | 1:3 3:0 3:0 | 12 | 5 (1)  | 7 (2) | 22:24 | 16 |
| 4 | Австрия    | 2:3 0:3 0:3 | 1:3 3:2 0:3 | 3:1 3:2 3:2 |             | 3:0 1:3 1:3 | 12 | 5 (3)  | 7 (1) | 20:28 | 13 |
| 5 | Румыния    | 0:3 0:3 0:3 | 0:3 3:0 0:3 | 3:1 0:3 0:3 | 0:3 3:1 3:1 |             | 12 | 4      | 8     | 12:27 | 12 |

1-й тур. 25—27 мая.  Пьятра-Нямц.
25 мая. Чехия — Турция 3:0 (25:17, 25:16, 25:21); Нидерланды — Румыния 3:0 (28:26, 26:24, 25:19).
26 мая. Нидерланды — Турция 3:0 (25:19, 25:23, 25:16); Чехия — Румыния 3:0 (25:16, 25:20, 25:21).
27 мая. Чехия — Нидерланды 3:1 (17:25, 25:12, 25:19, 25:18); Румыния — Турция 3:1 (23:25, 27:25, 25:17, 25:23).
2-й тур. 1—3 июня.  Стамбул.
1 июня. Нидерланды — Румыния 3:0 (25:18, 25:18, 25:23); Австрия — Турция 3:1 (25:22, 21:25, 25:16, 25:17).
2 июня. Нидерланды — Австрия 3:2 (25:23, 26:28, 25:22, 19:25, 15:12); Турция — Румыния 3:0 (28:26, 25:17, 25:20).
3 июня. Австрия — Румыния 3:0 (25:18, 25:21, 25:16); Турция — Нидерланды 3:0 (25:15, 25:23, 25:21).
3-й тур. 8—10 июня.  Яблонец-над-Нисоу.
8 июня. Чехия — Австрия 3:1 (23:25, 30:28, 25:20, 25:20); Турция — Румыния 3:0 (25:19, 25:22, 25:23).
9 июня. Турция — Чехия 3:1 (25:23, 21:25, 25:19, 25:16); Румыния — Австрия 3:1 (25:20, 21:25, 25:22, 25:17).
10 июня. Румыния — Чехия 3:0 (25:18, 25:23, 26:24); Австрия — Турция 3:2 (20:25, 25:19, 25:15, 14:25, 15:13).
4-й тур. 15—17 июня.  Роттердам.
15 июня. Чехия — Румыния 3:0 (25:21, 25:20, 25:20); Нидерланды — Австрия 3:0 (25:15, 25:14, 25:22).
16 июня. Австрия — Чехия 3:2 (27:25, 20:25, 25:21, 21:25, 17:15); Нидерланды — Румыния 3:0 (25:19, 27:25, 25:23).
17 июня. Нидерланды — Чехия 3:1 (16:25, 25:20, 25:12, 25:22); Румыния — Австрия 3:1 (15:25 25:23, 25:19, 29:27).
5-й тур. 21—23 июня.  Хард.
21 июня. Австрия — Турция 3:2 (22:25, 25:22, 21:25, 25:19, 15:10); Нидерланды — Чехия 3:1 (23:25, 25:20, 25:15, 25:14).
22 июня. Нидерланды — Австрия 3:0 (27:25, 25:21, 25:21); Турция — Чехия 3:2 (9:25, 25:16, 18:25, 25:22, 15:11).
23 июня. Чехия — Австрия 3:0 (25:18, 27:25, 25:20); Нидерланды — Турция 3:1 (27:25, 17:25, 25:23, 25:21).

## Финал четырёх
30 июня—1 июля.  Анкара
Участники:
Турция 

Нидерланды 

Испания 

Словакия

### Полуфинал
30 июня
Нидерланды — Словакия 3:0 (25:15, 25:23, 26:24).
Турция — Испания 3:2 (28:26, 25613, 24:26, 20:25, 18:16).

### Матч за 3-е место
1 июля
Испания — Словакия 3:1 (28:26, 27:29, 25:20, 28:26).

### Финал
| 1 июля 2012 | \| Нидерланды \| 3:2 www.cev.eu \| Турция \| \| Томас Кулевейн (11) Хумфрей Кролис (18) Тейс дер Хорст (15) Витзе Койстра (12) Нимир Абдель-Азиз (9) Йелте Маан (13) Гейс Йорна (л) Йерун Раувердинк (2) \| Голы \| Бурутай Субаси (15) Ахмет Пезюк (8) Серхат Джошкун (19) Эмре Батур (21) Эмин Гёк (7) Улаш Кыяк (4) Рамазан Кылыч (л) Халил Юджель Кемал Элгаз Муратан Кысал Беркан Бозан \| | Анкара Спорткомплекс «Башкент» 3400 зрителей |
| Счёт по партиям — 25:16, 25:15, 22:25, 23:25, 26:24. Время матча — 2 часа 01 минута. Судьи: Горан Градински, Александрос Варталитис                      | | |
| Нидерланды | 3:2 www.cev.eu | Турция |
| Томас Кулевейн (11) Хумфрей Кролис (18) Тейс дер Хорст (15) Витзе Койстра (12) Нимир Абдель-Азиз (9) Йелте Маан (13) Гейс Йорна (л) Йерун Раувердинк (2) | Голы | Бурутай Субаси (15) Ахмет Пезюк (8) Серхат Джошкун (19) Эмре Батур (21) Эмин Гёк (7) Улаш Кыяк (4) Рамазан Кылыч (л) Халил Юджель Кемал Элгаз Муратан Кысал Беркан Бозан |

## Итоги

### Положение команд
| Нидерланды    |
| Турция        |
| Испания       |
| 4. Словакия   |
| 5. Чехия      |
| 6. Израиль    |
| 7—8. Дания    |
| 7—8. Австрия  |
| 9—10. Румыния |
| 9—10. Греция  |

### Призёры
Нидерланды: Нимир Абдель-Азиз, Нико Фрерикс, Тейс дер Хорст, Йелте Маан, Хумфрей Кролис, Гейс Йорна, Себастиан ван Беммелен, Йерун Раувердинк, Витзе Койстра, Мартен ван Гардерен, Томас Кулевейн, Робин Овербеке. Главный тренер — Эдвин Бенне. 
  Турция: Улаш Кыяк, Ахмет Пезюк, Кемал Элгаз, Гёкхан Гёкгёз, Эмин Гёк, Бурутай Субаси, Серхат Джошкун, Халил Юджель, Эмре Батур, Муратан Кысал, Рамазан Кылыч, Беркан Бозан. Главный тренер — Велько Башич. 
  Испания: Гильермо Эрнан Руперес, Аарон Гамис, Серхио Нода, Марк Алтайо, Густаво Дельгадо Эскрибано, Франсиско Хосе Родригес, Хосе Мигель Сугранес Мартинес, Даниэль Рокамора, Хорхе Фернандес Валькарсель, Виктор Мануэль Висьяна Мера, Франсеск Льенас, Ибан Перес. Главный тренер — Фернандо Муньос Бенитес. 

### Индивидуальные призы
MVP:  Эмре Батур
Лучший нападающий:  Ибан Перес
Лучший блокирующий:  Хорхе Фернандес Валькарсель
Лучший на подаче:  Нимир Абдель-Азиз
Лучший на приёме:  Густаво Дельгадо Эскрибано
Лучший связующий:  Нимир Абдель-Азиз
Лучший либеро:  Гейс Йорна
Самый результативный:  Серхат Джошкун